# Фомін Олександр Васильович (генерал)
Олександр Васильович Фомін (нар. 25 травня 1959, Леніногорськ, Східно-Казахстанська область, Казахська РСР, СРСР) — російський військовий і державний діяч. Заступник Міністра оборони Російської Федерації з 31 січня 2017 року, генерал-полковник (2018), дійсний державний радник Російської Федерації 2-го класу, кандидат технічних наук.

## Біографія
Народився 25 травня 1959 року у місті Леніногорську Східно-Казахстанської області (нині місто Ріддер, Республіка Казахстан).

### Освіта
- У 1976 році закінчив середню школу № 1 міста Курчатова Курської області.[2]
- У 1984 році закінчив Військовий Червонопрапорний інститут Міністерства оборони СРСР (нині — Військовий університет Міністерства оборони Російської Федерації).
- У 1992 році закінчив Військову академію Радянської Армії.
- Захистив кандидатську дисертацію[3].

### Діяльність
З 1977 по 1993 рік проходив службу у Збройних Силах СРСР та Російської Федерації.
З червня 1993 по березень 1994 був співробітником відділу Головного управління військово-технічного співробітництва Міністерства зовнішніх економічних зв'язків Російської Федерації.
З березня 1994 по березень 1998 — на різних посадах в Державній компанії " Росвооружение ": помічник генерального директора, заступник начальника управління, начальник управління, заступник начальника служби, начальник служби.
З 1998 до 1999 року був заступником генерального директора ЗАТ «Зарубіжбудінвест». З жовтня 1999 до лютого 2001 року — керівник департаменту експорту спецмайна та послуг військового призначення ФГУП «Промекспорт». З лютого 2001 по грудень 2005 року — начальник департаменту, заступником начальника департаменту сухопутних озброєнь ФГУП " Рособоронекспорт ".
З 2004 року служив у Федеральній службі з військово-технічного співробітництва: з 12 грудня 2004 року заступник директора, з 3 листопада 2007 по 23 травня 2012 року перший заступник директора, з 23 травня 2012 по 31 січня 2017 року директор служби.
Указом Президента Російської Федерації від 31 січня 2017 призначений заступником Міністра оборони Російської Федерації. У його віданні перебуває міжнародне військове та військово-технічне співробітництво, підготовка міжнародних угод у цій галузі. Керує роботою Головного управління міжнародного військового співробітництва Міноборони Росії та управління з контролю за виконанням договорів Національного центру щодо зменшення ядерної небезпеки.
22 лютого 2018 року присвоєно військове звання генерал-полковник.
У 2022 році став представником Міноборони Росії на російсько-українських переговорах щодо врегулювання війни між державами.

## Санкції
Через підтримку російської агресії та порушення територіальної цілісності України під час російсько-української війни перебуває під персональними міжнародними санкціями різних країн.
З 15 березня 2022 року перебуває під санкціями Великої Британії. 
З 25 лютого 2022 року перебуває під санкціями Австралії.
Указом президента України Володимира Зеленського від 19 жовтня 2022 року перебуває під санкціями України.
З 18 березня 2022 року перебуває під санкціями Нової Зеландії.

## Нагороди
- Орден «За заслуги перед Батьківщиною» ІІІ ступеня (2019),
- Орден «За заслуги перед Батьківщиною» IV ступеня (2009),
- Орден Пошани (2014),
- Орден Дружби (2007),
- Медаль ордену «За заслуги перед Батьківщиною» II ступеня (1997)[1].